# (584) Sémiramis
(584) Sémiramis est un astéroïde de la ceinture principale découvert par August Kopff le 15 janvier 1906.
Il a été ainsi baptisé en référence à Sémiramis, reine légendaire de Babylone.